# Templo de Salomão
Templo de Salomão, também conhecido como Primeiro Templo (em hebraico: בֵּית-הַמִּקְדָּשׁ הָרִאשׁוֹן; romaniz.: Primeira Casa do Santuário), foi um templo bíblico em Jerusalém que se acredita ter existido entre os séculos X e VI a.C. Sua descrição é amplamente baseada em narrativas da Bíblia hebraica, na qual foi encomendado pelo rei bíblico Salomão antes de ser destruído durante o Cerco de Jerusalém por Nabucodonosor II do Império Neobabilônico em 587 a.C. Nenhum vestígio do templo destruído foi encontrado. A maioria dos estudiosos modernos concorda que o Primeiro Templo existia no Monte do Templo em Jerusalém na época do cerco babilônico, mas há um debate significativo sobre a data de sua construção e a identidade de seu construtor.
A Bíblia hebraica, especificamente no Livro dos Reis, inclui uma narrativa detalhada sobre a ordem de construção dada por Salomão, o penúltimo governante do Reino Unido de Israel. Ele também credita Salomão como o colocador da Arca da Aliança no Santo dos Santos, um santuário interno sem janelas dentro da estrutura. A entrada no Santo dos Santos era fortemente restringida; o Sumo Sacerdote de Israel era a única autoridade autorizada a entrar no santuário e só o fazia no Yom Kippur, carregando o sangue de um cordeiro sacrificial e queimando incenso. Além de servir como um edifício religioso para adoração,também funcionava como um local de reunião para os israelitas. A destruição do Primeiro Templo e o subsequente cativeiro babilônico foram eventos vistos como o cumprimento de profecias bíblicas e, portanto, afetaram as crenças religiosas judaicas, precipitando a transição dos israelitas do politeísmo ou do monolatrismo (como visto no javismo) para o firme monoteísmo judaico.
Anteriormente, muitos estudiosos aceitavam a narrativa bíblica da construção do Primeiro Templo por Salomão como autêntica. Durante a década de 1980, abordagens céticas ao texto bíblico, bem como ao registro arqueológico, levaram alguns estudiosos a duvidar da existência de algum Templo em Jerusalém construído já no século X a.C. Alguns estudiosos sugeriram que a estrutura original construída por Salomão era relativamente modesta e foi posteriormente reconstruída em uma escala maior. Nenhuma evidência direta da existência do Templo de Salomão foi encontrada.
Devido à extrema sensibilidade religiosa e política do local, nenhuma escavação arqueológica recente foi realizada no Monte do Templo. As escavações do século XIX e do início do século XX ao redor do monte não identificaram “nem mesmo um vestígio” do complexo. O óstraco da Casa de Yahweh, datado do século VI a.C., pode se referir ao Primeiro Templo. Duas descobertas do século XXI do período israelita no atual Israel foram encontradas com semelhanças ao Templo de Salomão, conforme descrito na Bíblia hebraica: um modelo de santuário da primeira metade do século X a.C. em Khirbet Qeiyafa ; e o templo de Tel Motza, datado do século IX a.C. e localizado no bairro de Motza, em Jerusalém Ocidental. A descrição bíblica do Templo de Salomão também foi observada como tendo semelhanças com vários templos siro-hititas do mesmo período descobertos na Síria e Turquia modernas, como os de Ain Dara e Tell Tayinat. Após o retorno dos judeus do exílio, o Templo de Salomão foi substituído pelo Segundo Templo.

## Localização
O arqueólogo Israel Finkelstein escreve que a localização exata do Templo é desconhecida. Acredita-se que ele tenha sido situado na colina que forma o local do Segundo Templo e do atual Monte do Templo, onde o Domo da Rocha está situado. Segundo a Bíblia, o Templo de Salomão foi construído no Monte Moriá, em Jerusalém, onde um anjo de Deus apareceu a Davi (II Crônicas 3:1). O local era originalmente uma eira que Davi havia comprado de Araúna, o jebuseu (II Samuel 24:18–25 ;II Crônicas 2:3:1). Schmid e Rupprecht acreditam que o local do templo costumava ser um santuário jebuseu que Salomão escolheu numa tentativa de unificar os jebuseus e os israelitas.

## Narrativa bíblica

### Construção

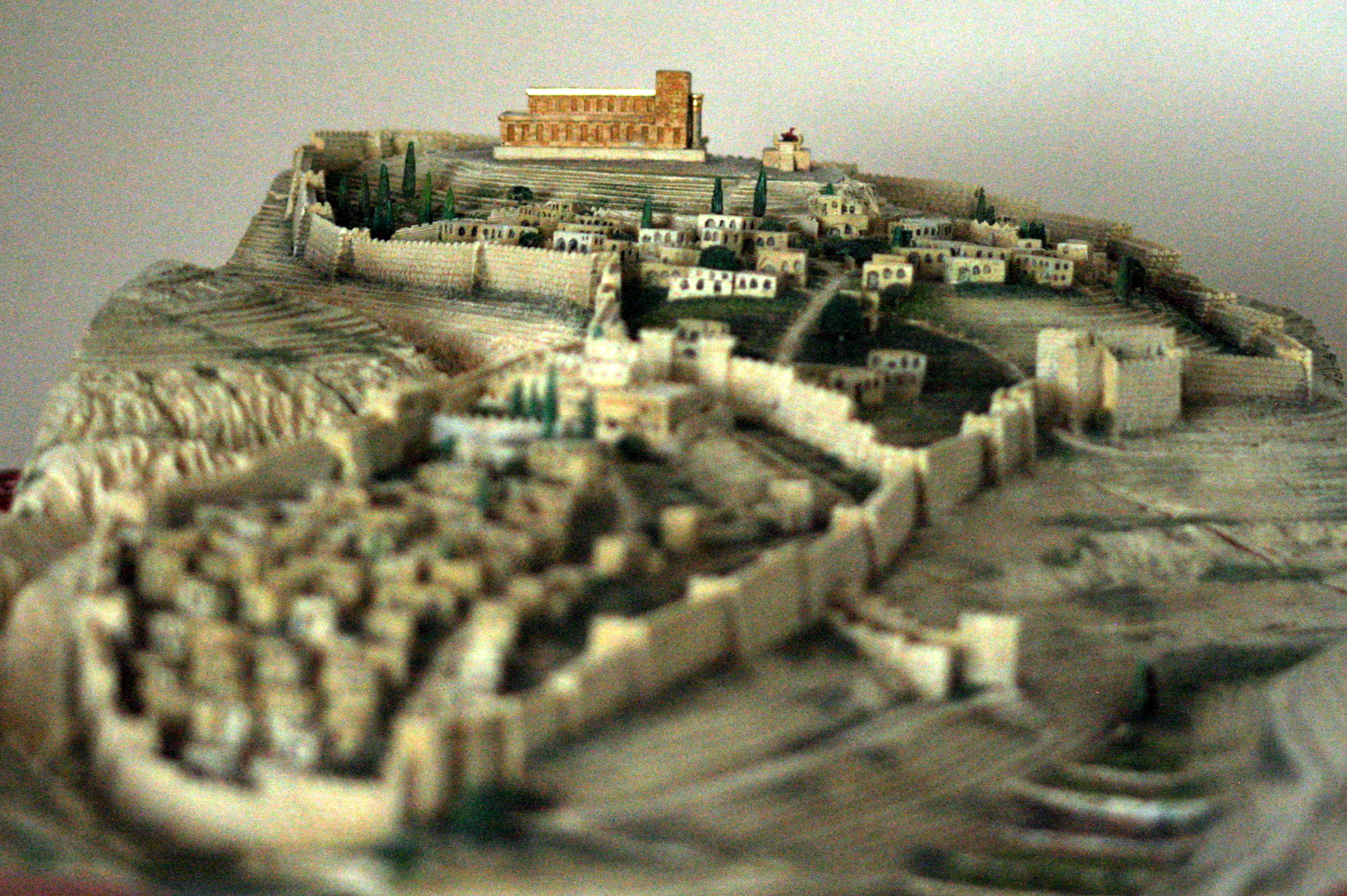
Reconstrução moderna de Jerusalém durante o reinado de Salomão (século X a.C.) do Parque Nacional dos Muros de Jerusalém. O templo fica no Monte Moriá original, como era antes de sua expansão pelo rei Herodes no século I a.C.

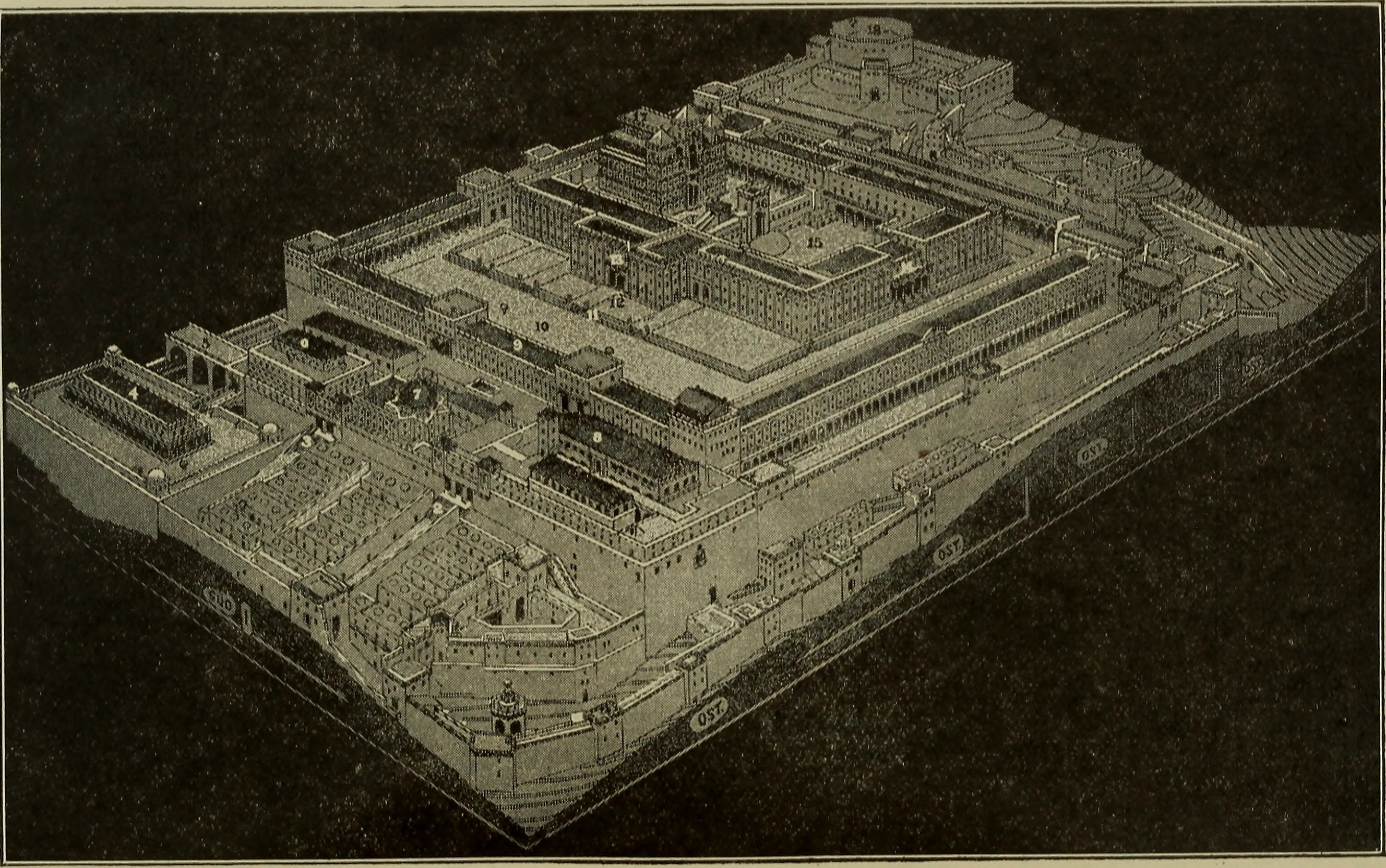
Modelo do Primeiro Templo, incluído em um manual bíblico para professores (1922)

De acordo com 1 Reis, a fundação do templo é lançada em Ziv, o segundo mês do quarto ano do reinado de Salomão, e a construção é concluída em Bul, o oitavo mês do décimo primeiro ano de Salomão, levando cerca de sete anos.
A Bíblia hebraica registra que os tírios desempenharam um papel de liderança na construção do templo. O Segundo Livro de Samuel menciona como Davi e Hirão forjaram uma aliança. Essa amizade continua depois que Salomão sucede Davi e os dois se referem um ao outro como irmãos. Um relato literário de como Hirão ajuda Salomão a construir o templo é dado em 1 Reis (capítulos 5–9) e 2 Crônicas (capítulos 2–7). Hirão concorda com o pedido de Salomão para fornecer-lhe cedros e ciprestes para a construção do templo. Ele diz a Salomão que enviará as árvores pelo mar: "Eu as farei em jangadas para irem pelo mar até o lugar que você indicar. Eu as quebrarei lá para você levar embora." Em troca da madeira, Salomão lhe envia trigo e óleo. Salomão também traz de Tiro um artesão habilidoso, também chamado Hirão (ou Huram-abi), que supervisiona a construção do templo. Pedreiros de Gebal (Biblos) cortaram pedras para o templo.
Após a conclusão do templo e do palácio (que levou mais 13 anos), Salomão entrega vinte cidades no noroeste da Galileia, perto de Tiro, como pagamento a Hirão. Ele, porém, não gostou do presente e perguntou: "Que cidades são essas que você me deu, meu irmão?". Hirão então os chama de "a terra de Cabul ", e o escritor de 1 Reis 9 diz que eles foram chamados por esse nome "até hoje". Hirãp, no entanto, mantém relações amigáveis com Salomão.
O Segundo Livro de Crônicas preenche alguns detalhes da construção não fornecidos na narrativa apresentada em 1 Reis. Afirma que as árvores enviadas como jangadas foram enviadas para a cidade de Jope, na costa do Mediterrâneo, e em troca da madeira fornecida, Salomão, além do trigo e do óleo, enviou vinho para Hirão.

### Transferência da Arca da Aliança
I Reis 8:1–9 e II Crônicas 5:2–10 registram que no sétimo mês do ano, at the festa dos Tabernáculos, os sacerdotes e os levitas trouxeram a Arca da Aliança da Cidade de Davi e a colocaram no Santo dos Santos no templo.

### Dedicação
I Reis 8:10–66 e II Crônicas 6:1–42 narram os eventos da dedicação do templo. Quando os sacerdotes saíram do Santo dos Santos depois de colocar a Arca lá, o Templo se encheu de uma nuvem avassaladora que interrompeu a cerimônia de dedicação, “Porque a glória do Senhor encheu a casa do Senhor, de tal maneira que os sacerdotes não podiam permanecer em pé para ministrar” (Reis 8:10-11; 2 Crônicas 5:13-14). Salomão interpretou a nuvem como prova “de que seu trabalho piedoso havia sido aceito”:
O Senhor disse que habitaria em densas trevas.

Eu lhe construí uma casa elevada, um lugar para você morar para sempre.— Reis 8:12–13
A alusão é a Levítico 16:2:
O Senhor disse a Moisés: Diga a seu irmão Arão que não entre no santuário em momento algum, por dentro da cortina, diante do propiciatório que está sobre a arca, ou ele morrerá; pois eu apareço na nuvem sobre o propiciatório.

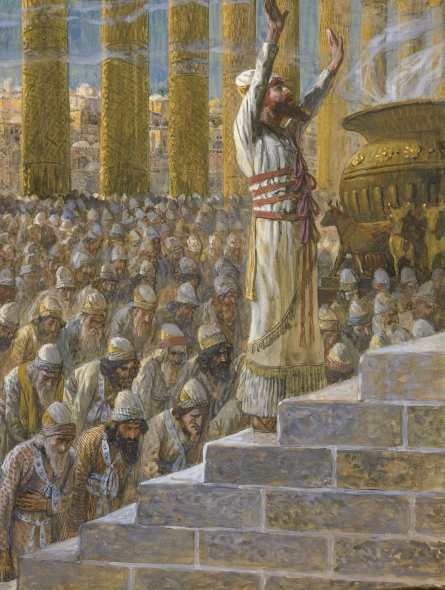
O Rei Salomão dedica o Templo em Jerusalém. Pintura de James Tissot ou seguidor, c. 1896–1902

Salomão então liderou toda a assembleia de Israel em oração, observando que a construção do templo representava o cumprimento da promessa de Deus a Davi, dedicando o templo como um lugar de oração e reconciliação para o povo de Israel e para os estrangeiros que viviam em Israel, e destacando o paradoxo de que Deus que vive nos céus não pode realmente ser contido em um único edifício. A dedicação foi concluída com uma celebração musical e sacrifícios que teriam incluído "vinte e dois mil touros e cento e vinte mil ovelhas". Esses sacrifícios eram oferecidos fora do templo, no “meio do pátio que estava diante da casa do Senhor”, porque o altar dentro do templo, apesar de suas extensas dimensões, não era grande o suficiente para as ofertas que estavam sendo feitas naquele dia. A celebração durou oito dias e contou com a presença de "uma grande assembleia [reunida] desde a entrada de Hama até o riacho do Egito". A subsequente festa dos Tabernáculos estendeu toda a celebração para 14 dias, antes que o povo fosse "enviado para suas casas".
Após a dedicação, Salomão ouve em um sonho que Deus ouviu sua oração e continuará a ouvir as orações do povo de Israel se eles adotarem as quatro maneiras pelas quais eles podem levar Deus à ação: humildade, oração, busca de sua face e afastamento dos maus caminhos. Por outro lado, se eles se desviarem e abandonarem os mandamentos de Deus e adorarem outros deuses, então Deus abandonará o templo: "esta casa que santifiquei para o meu nome, lançarei fora da minha vista".

### Pilhagem
Segundo a narrativa bíblica, o Templo de Salomão foi saqueado diversas vezes. No quinto ano do reinado de Roboão (comumente datado de 926 a.C.), o faraó egípcio Sisaque (positivamente identificado com Sisaque I) levou embora os tesouros do Templo e da casa do rei, bem como os escudos de ouro que Salomão havia feito; Roboão os substituiu por escudos de bronze (I Reis 14:25; II Crônicas 12:1–12). Um século depois, Jeoás, rei do Reino de Israel ao norte, avançou sobre Jerusalém, derrubou uma parte do muro e levou os tesouros do Templo e do palácio (II Reis 14:13–14). Mais tarde, quando Acaz de Judá foi ameaçado de derrota pelas mãos de Rezim de Arã-Damasco e Peca de Israel, ele recorreu ao rei Tiglate-Pileser IV em busca de ajuda. Para persuadi-lo, ele "tomou a prata e o ouro que se achavam na casa de Javé e nos tesouros da casa do rei, e os enviou como presente ao rei da Assíria" (II Reis 16:8). Em outro momento crítico, Ezequias cortou o ouro das portas e soleiras do templo que ele mesmo havia revestido e o deu ao rei Senaqueribe (II Reis 18:15–16).

### Restauração de Joás
II Reis 12:1–17 e II Crônicas 24:1–14 contam que o Rei Joás e os sacerdotes do templo organizaram um programa de restauração financiado por doações populares. O templo foi restaurado à sua condição original e reforçado ainda mais.

### Destruição pelos babilônios

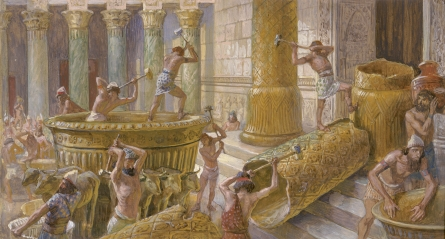
Caldeus destroem o Mar de Bronze, Pintura de James Tissot, c. 1900

De acordo com a Bíblia, o Templo foi saqueado pelo Rei Nabucodonosor II do Império Neobabilônico quando os babilônios atacaram Jerusalém durante o breve reinado de Jeconias, c. 598 a.C.
Uma década depois, Nabucodonosor sitiou Jerusalém novamente e, após 30 meses, finalmente rompeu os muros da cidade em 587/6 a.C. A cidade finalmente caiu diante de seu exército em julho de 586/5 a.C. Um mês depois, Nebuzaradã, comandante da guarda de Nabucodonosor, foi enviado para queimar e demolir a cidade. Segundo a Bíblia, “ele incendiou o Templo de Javé, o palácio real e todas as casas de Jerusalém”. Tudo o que valia a pena saquear era então removido e levado para a Babilônia.
A tradição judaica afirma que o Templo foi destruído em Tisha B'Av, o 9º dia de Av (calendário hebraico), a mesma data da destruição do Segundo Templo. Fontes rabínicas afirmam que o Primeiro Templo permaneceu de pé por 410 anos e, com base na obra do século II Seder Olam Rabbah, colocam a data de construção em 832 a.C. e de destruição em 422 a.C. (3338 AM), 165 anos depois das estimativas seculares. O historiador judeu Josefo diz: "o templo foi queimado quatrocentos e setenta anos, seis meses e dez dias depois de ter sido construído". 
O Templo de Salomão foi posteriormente substituído pelo Segundo Templo em 515 a.C., após o retorno dos judeus do exílio.

## Arquitetura
A descrição do Templo de Salomão dada em I Reis e II Crônicas é notavelmente detalhada, mas as tentativas de reconstruí-lo encontraram muitas dificuldades. A descrição inclui vários termos técnicos que perderam seu significado original com o tempo. Estudos arqueológicos forneceram equivalentes do antigo Oriente Próximo para características arquitetônicas, mobiliário e motivos decorativos. O arqueólogo israelense contemporâneo Finkelstein considerou que o Templo de Salomão foi construído de acordo com o projeto fenício e sua descrição está de acordo com a aparência dos templos fenícios; outros descreveram a estrutura como um templo em antas. Em 2011, três pequenos santuários portáteis foram descobertos em Khirbet Qeiyafa, um sítio arqueológico 30 km de Jerusalém, e que foram datados de 1025–975 a.C., um intervalo que inclui a data bíblica para os reinados de Davi e Salomão. Os santuários menores têm formato de caixas com diferentes decorações que mostram estilos arquitetônicos e decorativos impressionantes. Um dos escavadores, o arqueólogo israelense Yosef Garfinkel, sugeriu que o estilo e a decoração destes objetos de culto são muito semelhantes à descrição bíblica de algumas características do Templo de Salomão.
Os arqueólogos categorizam a descrição bíblica do Templo de Salomão como uma construção langbau. Ou seja, um edifício retangular que é mais longo do que largo. Além disso, é classificado como um edifício tripartite, composto por três unidades: o ulam (pórtico), o heikal (santuário) e o debir (o Santo dos Santos). Também é classificado como um templo de eixo reto, o que significa que há uma linha reta da entrada até o santuário mais interno.

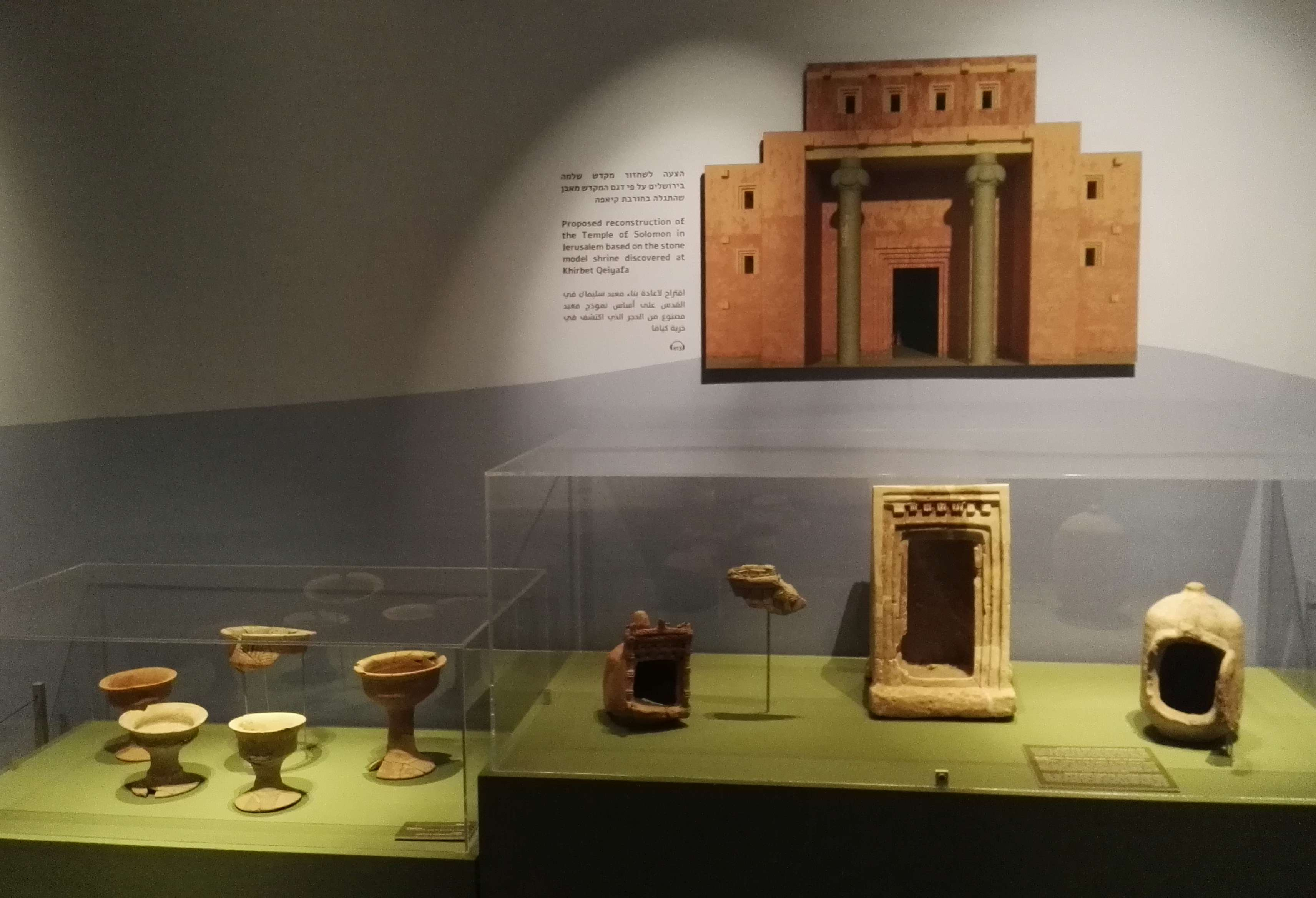
Proposta de reconstrução do Templo de Salomão (2013) no Museu das Terras Bíblicas, com base no modelo de santuário do século X a.C. descoberto em Khirbet Qeiyafa

### Varanda
O ulam, ou pórtico, apresentava dois pilares de bronze: Boaz e Jaquim. Não está claro nas descrições bíblicas se o pórtico era uma sala fechada, uma entrada coberta ou um pátio aberto. Portanto, não se sabe se os pilares eram independentes ou elementos estruturais embutidos no pórtico. Se eles foram construídos no pórtico, isto pode indicar que o design foi influenciado por templos semelhantes na Síria ou mesmo na Turquia, lar do antigo Império Hitita. Embora a maioria das reconstruções do templo tenha os pilares independentes, Yosef Garfinkel e Madeleine Mumcuoglu acham provável que os pilares sustentassem um telhado sobre o pórtico.

### Santuário (câmara principal)

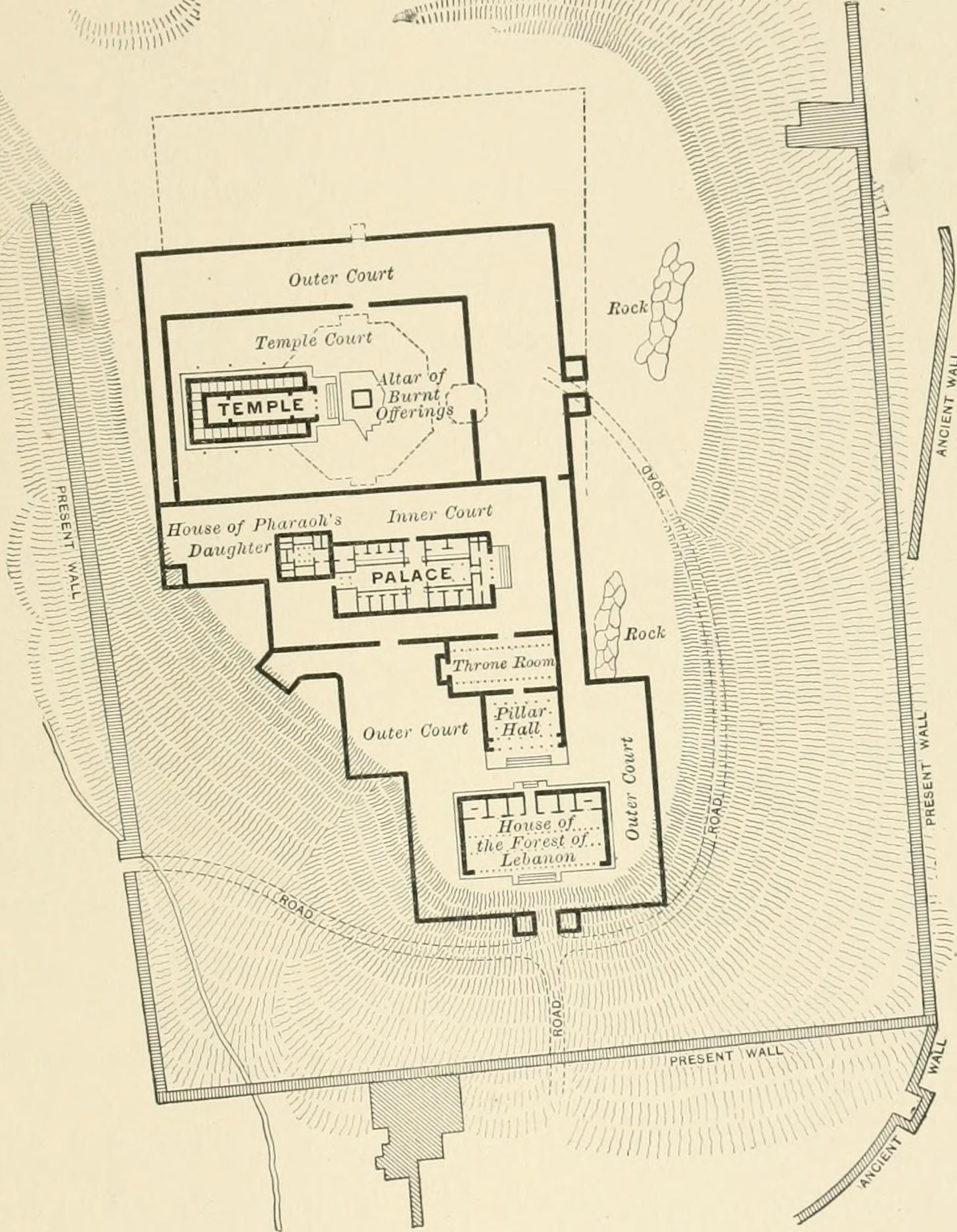
Planta do Templo de Salomão, publicada em 1905

O pórtico levava ao heikal, câmara principal ou santuário. Media 40 côvados de comprimento, 20 côvados de largura e 30 côvados de altura e continha um candelabro, uma mesa e um altar coberto de ouro usado para oferendas. No santuário, os pães da proposição eram deixados como oferta a Deus. Na extremidade do santuário havia uma porta de madeira, guardada por dois querubins, que conduzia ao Santo dos Santos.
As paredes do santuário eram revestidas de cedro, no qual estavam esculpidas figuras de querubins, palmeiras e flores abertas, revestidas de ouro (I Reis 6:29-30). Correntes de ouro o separavam ainda mais do Santo dos Santos. O piso do templo era de pinho revestido de ouro. Os batentes das portas, de madeira de oliveira, sustentavam portas sanfonadas de abeto. As portas do Santo dos Santos eram de madeira de oliveira. Em ambos os conjuntos de portas havia querubins, palmeiras e flores esculpidos, todos revestidos de ouro (I Reis 6:15 e seguintes). Este edifício principal ficava entre o altar externo, onde a maioria dos sacrifícios eram realizados, e o interior, na extremidade mais distante, ficava a entrada para o Santo dos Santos, originalmente contendo a Arca da Aliança. O hekhal principal continha uma série de objetos rituais sagrados, incluindo o castiçal de sete braços, um Altar de Incenso dourado e a mesa dos pães da proposição. Essas mesas eram de ouro, assim como os cinco castiçais de cada lado do altar. Os pegadores de velas, as bacias, os apagadores, os braseiros e até as dobradiças das portas também eram de ouro.

### Santo dos Santos e câmaras circundantes

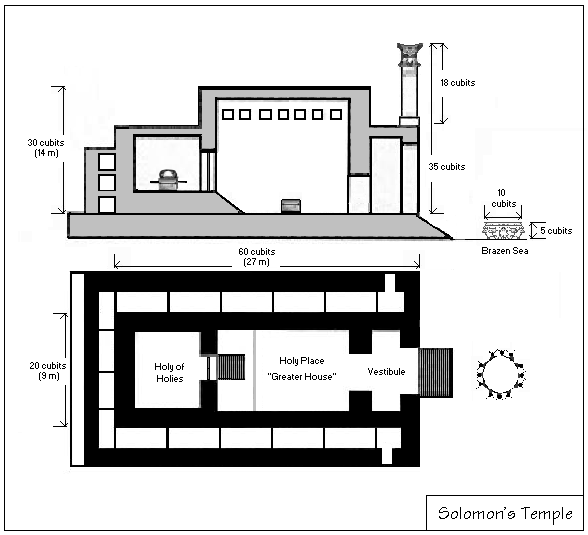
Planta do Templo de Salomão com medidas

O Santo dos Santos, também chamado de "Casa Interna", tinha 20 côvados de comprimento, largura e altura. A explicação usual para a discrepância entre sua altura e a altura de 30 côvados do templo é que seu piso era elevado, como a cela de outros templos antigos. O Santo dos Santos foi preparado para receber e abrigar a Arca da Aliança; e quando o Templo foi dedicado, a Arca, contendo as tábuas originais dos Dez Mandamentos, foi colocada sob os querubins. Câmaras foram construídas ao redor do templo nos lados sul, oeste e norte (I Reis 6:5–10). Elas faziam parte do edifício e eram usadas para armazenamento. Provavelmente tinham um andar de altura no início; mais dois podem ter sido adicionados posteriormente.

### Mar de Bronze

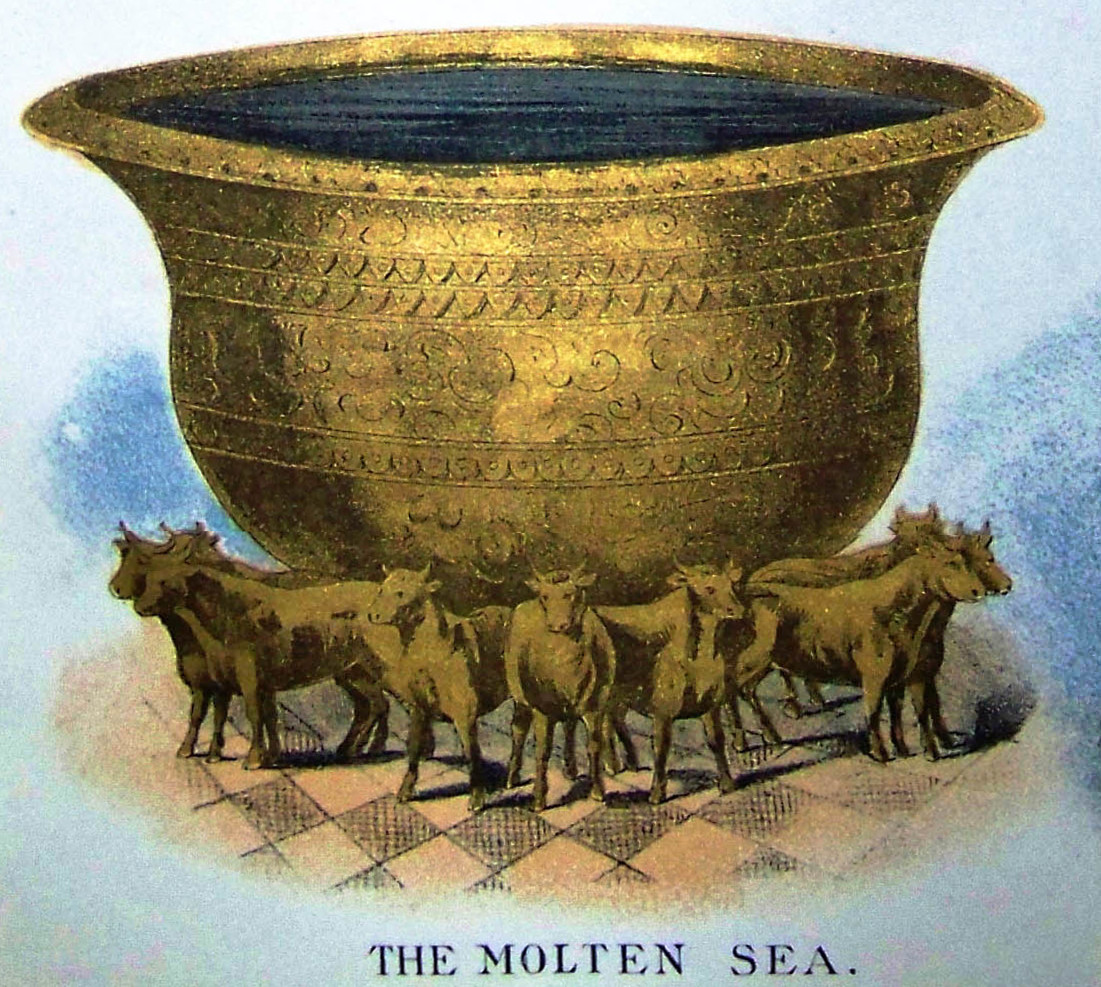
Mar Fundido, ilustração na Bíblia Holman, 1890

De acordo com a Bíblia Hebraica, o "Mar Fundido ou de Bronze" (ים מוצק "mar de metal fundido") era uma grande bacia no Templo para ablução dos sacerdotes. Segundo a Bíblia, ele ficava no canto sudeste do pátio interno. Tinha cinco côvados de altura, dez côvados de diâmetro de uma borda à outra e trinta côvados de circunferência. A aba era "como o cálice de um lírio " e virada para fora "cerca de um palmo"; ou cerca de dez centímetros. Ele foi colocado nas costas de doze bois, em pé, com os rostos voltados para fora.
O Livro dos Reis afirma que ele contém 2.000 batos (90 metros cúbicos), enquanto Crônicas (2 Crônicas 4:5–6) afirma que ele pode conter até 3.000 batos (136 metros cúbicos) e afirma que seu propósito era proporcionar oportunidade para a purificação por imersão dos corpos dos sacerdotes. O fato de ser uma pia grande demais para entrar por cima dá a ideia de que a água provavelmente teria fluído dela para um subcontêiner abaixo. A água era originalmente fornecida pelos gibeonitas, mas depois foi trazida por um conduto das Piscinas de Salomão. O mar de fundição era feito de latão ou bronze que Salomão havia tomado das cidades capturadas de Hadadezer ben Reobe, rei de Zobá (I Crônicas 1:18:8). Mais tarde, Acaz removeu esta pia dos bois e a colocou sobre um pavimento de pedra (II Reis 16:17). Foi destruída pelo Império Neobabilônico.

## Adoração

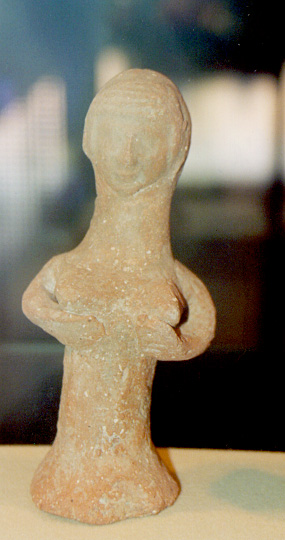
Aserá foi adorada até o rei Josias. Estatueta, séculos VIII a VI a.C.

Durante a Monarquia Unida, o Templo foi dedicado a Javé, o Deus de Israel. Desde o reinado do rei Manassés de Judá até o rei Josias, Baal e "o exército do céu" também foram adorados ali.
Até as reformas de Josias, havia também uma estátua para a deusa Aserá (II Reis 23:6) e as sacerdotisas teciam tecidos rituais para ela (II Reis 23:7). Ao lado do templo havia uma casa para as prostitutas sagradas do templo (II Reis 23:7).  Não está claro se as prostitutas incluíam tanto homens quanto mulheres ou apenas prostitutos masculinos.
De acordo com a maioria dos estudiosos bíblicos, Aserá era a consorte de Javé e era adorada junto com Javé. Isso é contestado por uma minoria significativa, que afirma que <i>asherah</i> no Templo era um poste de madeira e não uma estátua. Embora originalmente fosse um símbolo da deusa, argumenta-se que a asherah foi adotada como um símbolo de Javé. Segundo Richard Lowery, Javé e Aserá lideravam um panteão de outros deuses da Judeia que eram adorados no templo.
O templo tinha carros de sol (II Reis 23:11) e Ezequiel descreve uma visão de adoradores do templo voltados para o leste e curvando-se diante do sol (Esquiel 8:16). Alguns estudiosos da Bíblia, como Margaret Barker, dizem que esses elementos indicam um culto solar. Eles podem refletir uma adoração jebusita anterior a Zedeque ou possivelmente um javismo solarizado.
De acordo com o Tanakh, o Templo abrigava a Arca da Aliança que continha os Dez Mandamentos e foi movida de Quiriate-Jearim para Jerusalém por Davi antes de ser movida para o templo de Salomão. Uma visão comum entre os estudiosos é que a Arca foi originalmente concebida como o escabelo de Javé, acima do qual ele estava invisivelmente entronizado. A estudiosa bíblica Francesca Stavrakopoulou afirma que Javé estava fisicamente entronizado acima da Arca como uma estátua de culto e foi somente após o exílio na Babilônia que Javé foi concebido como invisível e a proibição de imagens esculpidas foi adicionada aos Dez Mandamentos. Por outro lado, alguns estudiosos bíblicos acreditam que a história da Arca foi escrita de forma independente e depois incorporada à narrativa bíblica principal pouco antes do exílio. O estudioso bíblico Thomas Römer especula que a Arca pode ter contido estátuas de Javé e Aserá e que poderia ter permanecido em Quiriate-Jearim por muito mais tempo, possivelmente até pouco antes da conquista babilônica.
Durante a reforma deuteronômica do rei Josias, os objetos de culto do sol e de Aserá foram retirados do templo e a prática da prostituição sagrada e a adoração de Baal e das hostes do céu foram interrompidas.

### Sacrifício animal
Um korban era um sacrifício animal kosher, como touro, ovelha, cabra ou pomba, que passava por shechita (abate ritual judaico). Os sacrifícios também podiam consistir em grãos, farinha, vinho ou incenso. As oferendas eram frequentemente cozidas e a maior parte delas comida pelo ofertante, com partes dadas aos sacerdotes cohen e pequenas partes queimadas no altar do Templo em Jerusalém. Somente em casos especiais toda a oferta era dada somente a Deus, como no caso do bode expiatório. Sob o reinado de Josias, os sacrifícios foram centralizados no templo de Salomão e outros locais de sacrifício foram abolidos. O templo tornou-se um importante centro de matança e uma parte importante da economia de Jerusalém.

## Datação arqueológica

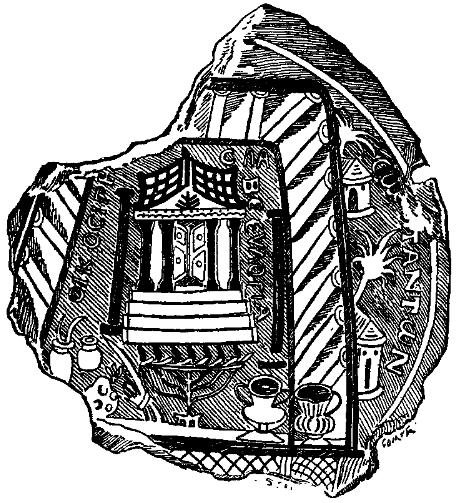
Representação do templo do século III em tigela de vidro, com Boaz e Jaquim

A maioria dos estudiosos hoje concorda que um templo existia no Monte do Templo na época do cerco babilônico de Jerusalém (587 a.C.), mas a identidade de seu construtor e a data de sua construção são fortemente debatidas. Devido às sensibilidades religiosas e políticas envolvidas, nenhuma escavação arqueológica e apenas pesquisas limitadas da superfície do Monte do Templo foram conduzidas desde a expedição de Charles Warren de 1867-70. Até hoje, não há evidências arqueológicas sólidas da existência do Templo de Salomão e o edifício não é mencionado em relatos extrabíblicos sobreviventes, exceto talvez por um único óstraco fragmentado que menciona uma "casa de Javé" sem qualquer especificação adicional. Artefatos que antes eram considerados provas da existência do Templo de Salomão — uma romã de marfim e uma tábua de pedra do século IX a.C. — agora são altamente contestados quanto à sua autenticidade. Além disso, a partir da década de 1980, os minimalistas bíblicos duvidaram da ligação do Rei Salomão ao templo, descrevendo-o por vezes como pouco mais do que um chefe da região montanhosa.
Por outro lado, William G. Dever argumenta que a descrição bíblica do próprio Templo mostra profundas semelhanças com outros templos da época (fenícios, assírios e filisteus), sugerindo que esta estrutura de culto foi realmente construída por Salomão (a quem ele vê como um verdadeiro rei de Israel) no século X a.C., embora a descrição bíblica seja, sem dúvida, excessiva. Estas opiniões são partilhadas pelo arqueólogo Amihai Mazar, que sublinha como a descrição do Templo na Bíblia, embora exagerada, está substancialmente em linha com as descrições arquitectónicas já presentes no Levante no segundo milénio a.C. Yosef Garfinkel e Madeleine Mumcuoglu argumentam que a descoberta de um templo do século IX a.C. em Motza, um local administrativo secundário no Reino de Judá, implica que deve ter havido um templo central na capital do reino.
Fabio Porzia e Corinne Bonnet, refletindo sobre os paralelos arqueológicos entre a maneira como o templo de Salomão é descrito e exemplos comparáveis de templos semelhantes de todo o antigo Oriente Próximo, discordam e concluem que "existe uma lacuna [...] entre os relatos bíblicos que colocam o templo no século X e as considerações históricas que tendem para os séculos VIII e VII". Eles sugerem que o templo de Salomão corresponde mais aos modelos arquitetônicos de templos dos séculos VIII e VII associados a Aram ou à Assíria do que a qualquer coisa associada à arquitetura de templos do século X. Eles sugerem que o primeiro templo provavelmente data do século VIII e "foi atribuído retroativamente ao grande governante do século X".

### Materiais de origem
Um óstraco (escavado antes de 1981), às vezes chamado de óstraco da Casa de Javé, foi descoberto em Tel Arad, datado do século VI a.C., que menciona um templo que poderia ser o Templo de Jerusalém. Isto foi contestado por Fabio Porzia e Corinne Bonnet, que escreveram que o contexto e a localização do templo mencionado não são conhecidos.
Uma romã de marfim do tamanho de um polegar (que veio à tona em 1979) medindo 44 milímetros de altura e com uma antiga inscrição hebraica "Doação sagrada para os sacerdotes da Casa de ---h,]", adornava um cetro usado pelo sumo sacerdote no Templo de Salomão. Foi considerado o item mais importante de antiguidades bíblicas na coleção do Museu de Israel. Em 2004, no entanto, especialistas do museu relataram que a inscrição era uma falsificação, embora a própria romã de marfim fosse datada do século XIV ou XIII a.C. Isso se baseou na alegação do relatório de que três letras incisas na inscrição pararam antes de uma antiga ruptura, como teriam ocorrido se tivessem sido esculpidas depois que a antiga ruptura foi feita. Desde então, foi provado que uma das letras foi de fato esculpida antes da antiga ruptura, e o status das outras duas letras está em questão. Alguns paleógrafos e outros continuaram a insistir que a inscrição é antiga, alguns contestam isso, então a autenticidade desta escrita ainda é objeto de discussão. Outro artefato, a Inscrição de Jeoás, que veio à tona pela primeira vez em 2003, contém uma descrição de 15 linhas da restauração do Templo feita pelo Rei Jeoás no século IX a.C. Sua autenticidade foi questionada por um relatório da Autoridade de Antiguidades de Israel, que afirmou que a pátina da superfície continha microfósseis de foraminíferos. Como esses fósseis não se dissolvem na água, eles não podem ocorrer em uma pátina de carbonato de cálcio, levando os pesquisadores iniciais a concluir que a pátina deve ser uma mistura química artificial aplicada à pedra por falsificadores. No final de 2012, a comunidade acadêmica estava dividida sobre se a tabuleta era autêntica ou não. Comentando um relatório de 2012 de geólogos que defendiam a autenticidade da inscrição, em outubro de 2012, Hershel Shanks (que acredita que a inscrição é genuína) escreveu que a situação atual era que a maioria dos estudiosos da língua hebraica acredita que a inscrição é uma falsificação e os geólogos que ela é genuína, e assim "Porque confiamos em especialistas, e porque há um conflito aparentemente irresolúvel de especialistas neste caso, a BAR não tomou nenhuma posição com relação à autenticidade da inscrição de Jeoás."
O historiador Flávio Josefo, escrevendo séculos depois, no século I d.C., diz que "Salomão começou a construir o templo no quarto ano de seu reinado, no segundo mês, que os macedônios chamam de Artemísio, e os hebreus de Jar, 592 anos após o êxodo do Egito, mas depois de 1020 anos desde a saída de Abraão da Mesopotâmia para Canaã e depois do dilúvio, mil quatrocentos e quarenta anos; e desde Adão, o primeiro homem que foi criado, até Salomão construir o templo, passaram-se no total três mil cento e dois anos." 
Em Contra Ápio, Josefo menciona que, de acordo com os anais da cidade-estado fenícia de Tiro, o Templo de Salomão foi construído no 12º ano de Hiram I de Tiro e 143 anos e 8 meses antes dos tírios fundarem Cartago. A data da fundação de Cartago é geralmente datada de 814 a.C., assim, de acordo com Josefo, a construção do Templo deve ser datada por volta de 958/9 a.C., uma data que se encontra dentro das datas convencionais do reinado de Salomão entre 970 e 931 a.C.
O Alcorão refere-se ao Templo de Salomão no sétimo versículo da Sura Al-Isrāʾ (A Viagem Noturna, também conhecida como Bani Israil):
Se vocês [os filhos de Israel] agirem corretamente, será para o seu próprio bem, mas se agirem mal, será para a sua própria perda. E quando a segunda advertência acontecer, seus inimigos ˹serão deixados para˺ desonrá-los totalmente e entrarão no Templo ˹de Jerusalém˺ como entraram da primeira vez, e destruirão totalmente tudo o que cair em suas mãos.
Comentaristas corânicos como Muhammad al-Tahir ibn Ashur postularam que este versículo se refere especificamente ao Templo de Salomão.

## Legado

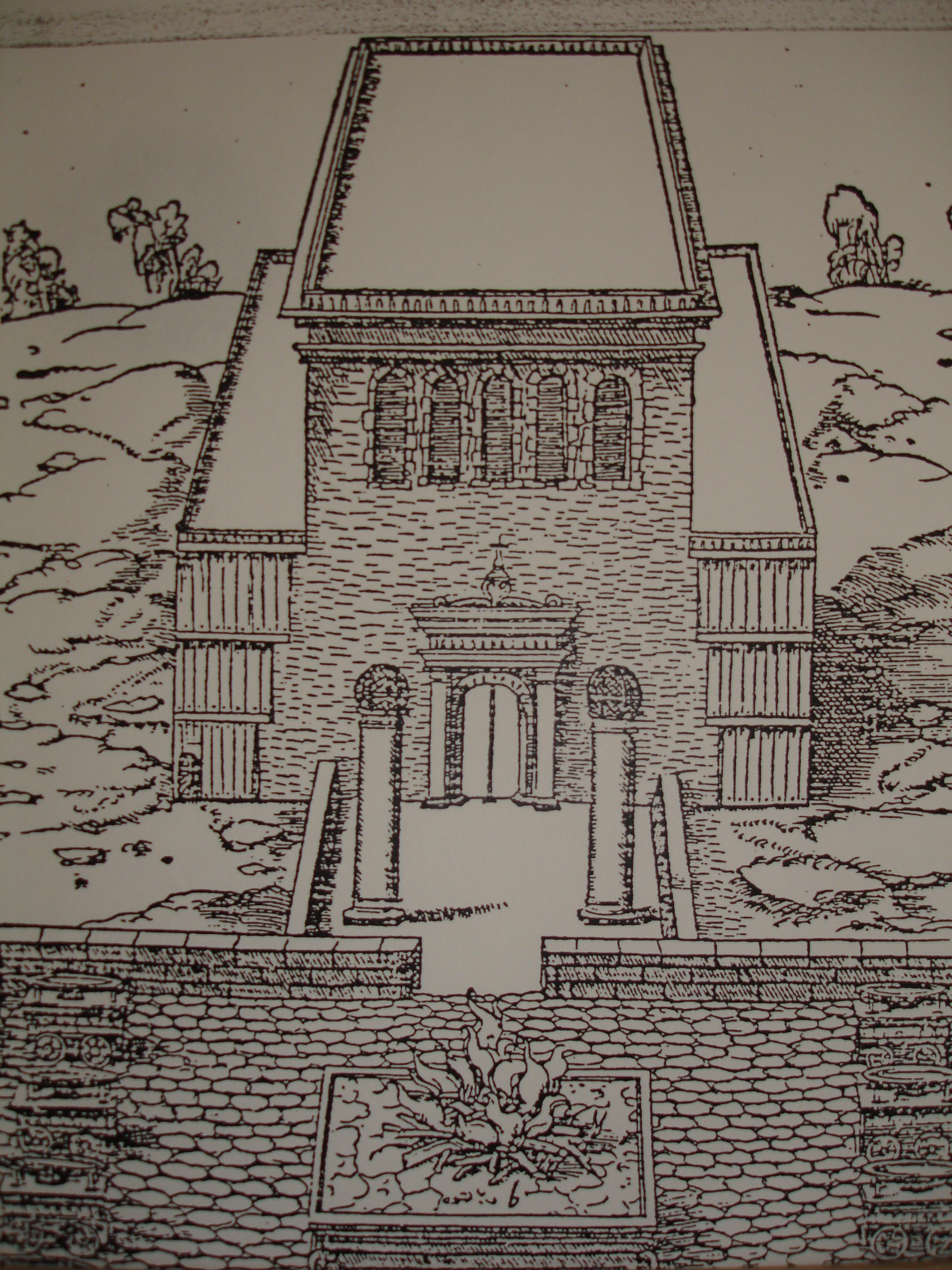
Representação do Templo de Salomão em Jerusalém pelo estudioso francês do século XVI François Vatable

### Maçonaria
Os rituais na maçonaria referem-se ao Rei Salomão e à construção do seu Templo. Os edifícios maçônicos, onde as lojas e seus membros se reúnem, são às vezes chamados de "templos"; uma referência alegórica ao Templo do Rei Salomão.

### Cabala
A Cabala vê o projeto do Templo de Salomão como representativo do mundo metafísico e da luz descendente do criador através das Sefirot da Árvore da Vida. Os níveis dos pátios externo, interno e sacerdotal representam os três mundos inferiores da Cabala. Os pilares de Boaz e Jaquim na entrada do templo representam os elementos ativos e passivos do mundo de Atziluth. A menorá original e seus sete braços representam as sete Sephirot inferiores da Árvore da Vida. O véu do Santo dos Santos e a parte interna do templo representam o Véu do Abismo na Árvore da Vida, atrás do qual paira a Shekhinah ou Presença Divina.

### Arquitetura

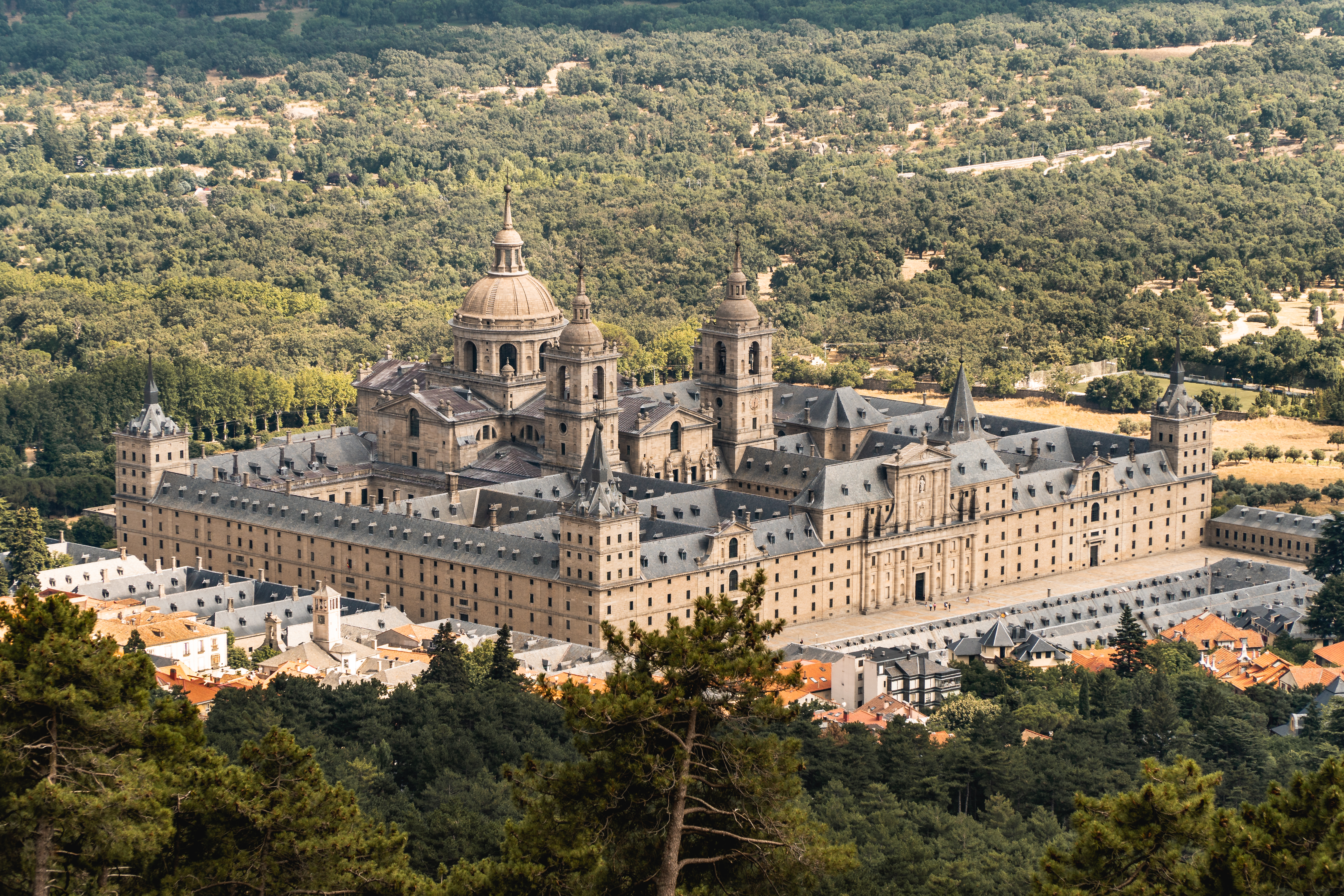
El Escorial foi projetado para imitar o Templo de Salomão

Descrições bíblicas do templo inspiraram réplicas modernas e influenciaram estruturas posteriores ao redor do mundo. El Escorial, uma residência histórica do Rei da Espanha construída no século XVI, foi construída a partir de um plano baseado nas descrições do templo de Salomão.
O mesmo layout arquitetônico do templo foi adotado nas sinagogas, levando ao hekhal sendo aplicado no uso sefardita à arca da Torá asquenaze, o equivalente à nave.

### Cultura popular
O Templo de Salomão aparece no filme Salomão e Sabá (1959). Ele também aparece na série de videogames Assassin's Creed.

#### Livros
- Alter, Robert (2018). The Hebrew Bible: A Translation with Commentary (Vol. Three-Volume Set). Nova Iorque: W. W. Norton. pp. 1087–. ISBN 978-0-393-29250-3
- Boardman, John; Edwards, I. E. S.; Sollberger, E. (1992). The Cambridge Ancient History. Cambridge: Cambridge University Press. pp. 400–. ISBN 978-0-521-22717-9
- Brand, Chad; Mitchell, Eric (2015). Holman Illustrated Bible Dictionary. Brentwood: B&H Publishing Group. pp. 622–. ISBN 978-0-8054-9935-3
- De Vaux, Roland (1961). Ancient Israel: Its Life and Institutions. Nova Iorque: McGraw-Hill
- Dever, William G. (2005). Did God Have a Wife?: Archaeology and Folk Religion in Ancient Israel. Grand Rapids: Wm. B. Eerdmans. ISBN 978-0-8028-2852-1. Consultado em 7 de fevereiro de 2016
- —————— (2001). What Did the Biblical Writers Know and When Did They Know It?: What Archeology Can Tell Us About the Reality of Ancient Israel. Grand Rapids: Wm. B. Eerdmans Publishing. ISBN 978-0-8028-2126-3
- Finkelstein, Israel; Silberman, Neil Asher (2002). The Bible Unearthed: Archaeology's New Vision of Ancient Israel and the Origin of Sacred Texts. Nova Iorque: Simon and Schuster. ISBN 978-0-7432-2338-6
- Hackett, Jo Ann (2001). «'There Was No King In Israel': The Era of the Judges». In:  Coogan, Michael David. The Oxford History of the Biblical World. Oxford: Oxford University Press. ISBN 978-0-19-513937-2
- Kalimi, Isaac (2018). Writing and Rewriting the Story of Solomon in Ancient Israel. [S.l.]: Cambridge University Press. ISBN 978-1-108-47126-8. Consultado em 7 de dezembro de 2020
- King, Philip J.; Stager, Lawrence E. (2001). Life in Biblical Israel. [S.l.]: Westminster John Knox Press. ISBN 978-0-664-22148-5
- Lundquist, John M. (2008). The Temple of Jerusalem: Past, Present, and Future. [S.l.]: Greenwood Publishing Group. pp. 45–. ISBN 978-0-275-98339-0
- Mendels, D. (1987). The Land of Israel as a Political Concept in Hasmonean Literature: Recourse to History in Second Century B.C. Claims to the Holy Land. Col: Texte und Studien zum antiken Judentum. [S.l.]: J.C.B. Mohr. ISBN 978-3-16-145147-8. Consultado em 7 de dezembro de 2020
- Smith, Mark S. (2002). The Early History of God: Yahweh and the Other Deities in Ancient Israel 2nd ed. [S.l.]: Eerdmans. ISBN 978-0-8028-3972-5
- Stavrakopoulou, Francesca (2021). God: An Anatomy. [S.l.]: Picador. ISBN 978-1-5098-6734-9
- Tetley, M. Christine (2005). The Reconstructed Chronology of the Divided Kingdom. [S.l.]: Eisenbrauns. pp. 105–. ISBN 978-1-57506-072-9
- Van Keulen, P. S. F. (2005). Two Versions Of The Solomon Narrative: An Inquiry Into The Relationship Between MT 1kgs. 2-11 And LXX 3 Reg. 2-11. [S.l.]: Brill. pp. 183–. ISBN 90-04-13895-1

#### Artigos
- Garfinkel, Yosef; Mumcuoglu, Madeleine (2019). «The Temple of Solomon in Iron Age Context». Religions. 10 (3): 198. ISSN 2077-1444. doi:10.3390/rel10030198
- Schwarzer, Mitchell (1 de dezembro de 2001). «The Architecture of Talmud». Journal of the Society of Architectural Historians. 60 (4): 474–487. ISSN 0037-9808. JSTOR 991731. doi:10.2307/991731. Consultado em 29 de novembro de 2020

#### Outros
- Draper, Robert (Dezembro de 2010). «Kings of Controversy». National Geographic: 66–91. ISSN 0027-9358. Consultado em 18 de dezembro de 2010. Cópia arquivada em 7 de fevereiro de 2018
- Finkelstein, Israel; Neil Asher Silberman (2006). David and Solomon: In Search of the Bible's Sacred Kings and the Roots of the Western Tradition. [S.l.]: Free Press. ISBN 978-0-7432-4362-9
- Glueck, Nelson (Fevereiro de 1944). «On the Trail of King Solomon's Mines». National Geographic. 85 (2): 233–56. ISSN 0027-9358
- Goldman, Bernard (1966). The Sacred Portal: a primary symbol in ancient Judaic art. Detroit: Wayne State University Press. It has a detailed account and treatment of Solomon's Temple and its significance.
- Hamblin, William; David Seely (2007). Solomon's Temple: Myth and History. [S.l.]: Thames and Hudson. ISBN 978-0-500-25133-1
- Hurowitz, Victor A. (2005). «YHWH's exalted house - Aspects of the design and symbolism of Solomon's temple». In:  Day, John. Temple and Worship in Biblical Israel. Col: Library of Hebrew Bible/Old Testament studies. [S.l.]: T&T Clark. pp. 63–110. ISBN 978-0-567-04262-0
- Mazar, Benjamin (1975). The Mountain of the Lord. NY: Doubleday. ISBN 978-0-385-04843-9
- Prokop, Daniel (2020). The Pillars of the First Temple (1 Kgs 7,15-22): A Study from Ancient Near Eastern, Biblical, Archaeological, and Iconographic Perspectives. Col: Forschungen zum Alten Testament. 116. [S.l.]: Mohr Siebeck. ISBN 978-3-16-159322-2
- Young, Mike. «Temple Measurements and Photo recreations». Consultado em 6 de agosto de 2010. Cópia arquivada em 7 de agosto de 2010
- Stefon, Matt (30 de abril de 2020). «Solomon». Encyclopedia Britannica. Consultado em 29 de novembro de 2020
- «Holy of Holies». Encyclopedia Britannica. Consultado em 29 de novembro de 2020
- «Temple of Jerusalem». Encyclopedia Britannica. 17 de setembro de 2020. Consultado em 29 de novembro de 2020
- Pruitt, Sarah (10 de janeiro de 2014). «Fate of the Lost Ark Revealed?». HISTORY. Consultado em 29 de novembro de 2020
- Lovett, Richard A.; Hoffman, Scot (21 de janeiro de 2017). «Ark of the Covenant». National Geographic. Consultado em 29 de novembro de 2020. Cópia arquivada em 29 de março de 2020
- Shabi, Rachel (20 de janeiro de 2005). «Faking it». the Guardian. Consultado em 29 de novembro de 2020

- Este artigo incorpora texto da Enciclopédia Judaica (Jewish Encyclopedia) (em inglês) de 1901–1906, uma publicação agora em domínio público.